# Anacho
Anacho es un personaje de ficción que aparece en los libros del ciclo de Tschai, escritos entre 1968 y 1970 por Jack Vance. Acompaña al protagonista, Adam Reith, a lo largo de los cuatro libros.

## Argumento
Anke at afram Anacho nació en Zumberwal, provincia catorce, como hombre-dirdir Superior. Reclamaba el rosa y azul sin tener derecho a ello; esto es, pretendía tener los derechos de alguien con los genitales operados sin haber pasado por ello. Esto hacía que otros hombres-dirdir le ridiculizaran. Durante una discusión al respecto, tiró a un Excelente de una plataforma de transporte, por lo que huyó y se convirtió en un exiliado para evitar la muerte. Descendió cerca de una ciudad en ruinas en la estepa de Amán, y se disponía a pasar la noche cuando fue salvado del ataque de un phung por dos subhombres, Adam Reith y Traz Onmale. Decidió acompañarles, intrigado por el extraño aspecto de Reith. Juntos viajan a Pera, donde se refugian de un ataque de los chasch verdes, y allí derrocan al dictador Naga Goho e instauran un gobierno ciudadano. Tras destruir Dadiche, ciudad chasch, utilizan una plataforma para viajar hasta Cath, pero el vehículo se estropea y se quedan en Coad, al otro lado del mar. Allí se encuentran con Dordolio, un yao que busca a Ylin-Ylan, noble a la que rescataron de su secuestro. En Cath, una sociedad muy estructurada, Anacho ayuda a Reith a entender la etiqueta necesaria. Con el dinero que consiguen viajan hacia Ao Hidis, ciudad wankh, con la intención de contratar a varios técnicos lokhar y robar una nave. El plan no resulta, ya que capturan una nave con controles nuevos y con un wankh dentro. Caen sobre un lago y son llevados a la ciudad, donde son interrogados por un grupo de wankhs, y Reith consigue hacer traducir que los hombres-wankh les engañan, así que los expulsan. Poco después empiezan a ser perseguidos por agentes dirdir, y, puesto que necesitan dinero para conseguir una nave, deciden ir a los Carabas, una peligrosa zona desértica en la que crecen los bulbos de los que se extraen los sequins, la moneda del planeta, pero que es parte del territorio de caza dirdir. Guiados por Anacho se esconden en un bosquecillo cercano a Khusz, campamento dirdir, y preparan una trampa para emboscar a las partidas de caza dirdir, y así matarles y quedarse con el botín que han recogido de sus presas. Con una considerable fortuna van a Sivishe, donde se encuentra el mayor espaciopuerto dirdir, y comienza a realizar las gestiones necesarias para comprar y ensamblar las piezas de una nave. Poco antes de terminarla, Es denunciado por Aila Woudiver y llevado a la Caja de Cristal, donde los dirdir cazan a los delincuentes. Gracias a un par de bombas que coloca Traz consiguen sacarlo, y salen bien parados porque Reith vence a un dirdir en la lucha, invocando sus leyes. Más tarde, Reith es secuestrado, y al terminar la nave, deciden que Traz la esconderá mientras él espera en Sivishe la llegada de Reith. Espera varios meses en el hangar hasta que Reith aparece con una pnumekin. Viajan hacia la estepa de Amán, con Traz, y cuando vuelven a juntarse, despegan hacia la Tierra.
Como dato curioso, el Excelente al que Anacho lanza desde la plataforma aparece nombrado de dos formas; en Los Chasch Anacho le llama Enze Edo Ezdowirram, pero en Los Dirdir Aila Woudiver le acusa de la desaparición de Azarvim issit Dardo.
- Datos: Q5674211